# Chos Malal
Chos Malal este un oraș din Argentina, capitala departamentului Chos Malal din provincia Neuquén.